# PGC 11642
LEDA/PGC 11642, auch NGC 1217-2, ist eine Spiralgalaxie vom Hubble-Typ Sab im Sternbild Chemischer Ofen am Südsternhimmel. Sie ist schätzungsweise 285 Mio. Lichtjahre von der Milchstraße entfernt und hat einen Durchmesser von etwa 40.000 Lj. Gemeinsam mit NGC 1217 bildet sie ein gravitativ gebundenes Galaxienpaar.

Im selben Himmelsareal befindet sich u. a. die Galaxie IC 1875.